# Dianthus sachalinensis
Dianthus sachalinensis là loài thực vật có hoa thuộc họ Cẩm chướng. Loài này được Barkalov & Prob. mô tả khoa học đầu tiên năm 2006.